# Београдски сабор
Београдски сабор је био престижан југословенски фестивал народне музике, који се у периоду од 1965. до 1977. године одржавао у Београду. Као одговор на изузетно популаран фестивал народне музике Илиџа, Радојка и Тине Живковић подстичу и организују идеју за оснивање и организацију фестивала Београдског сабора.

## О фестивалу
Први Београдски сабор одржан је октобра 1965. године. Фестивал је окупљао највеће ауторе народне музике, најпопуларније извођаче и инструменталисте новокомпоноване народне музике засноване на изворној народној традицији.
Годинама је извођаче пратио Народни оркестар РТВ Београд, на чијем челу је био Миодраг Раде Јашаревић.

## Почеци фестивала
Први фестивал Београдски сабор одржан је у јесен 1965. године у Дому синдиката.  На првом Београдском сабору наступили су, тада, најпопуларнији певачи народне музике у Југославији: Предраг Живковић Тозовац, Недељко Билкић, Василија Радојчић, Петар Танасијевић, Драгољуб Лазаревић, Зора Дремпетић, Предраг Гојковић Цуне и Исмет Крцић.
За Београдски сабор, једне од најлепших народних песама које су остале и данас у народу, компоновали су: Радојка Живковић, Миодраг Тодоровић Крњевац, Будимир Буца Јовановић, Петар Танасијевић, Илија Гавриловић, Радослав Граић, Добривоје Иванковић, Предраг Живковић Тозовац, Јовица Петковић и многи други истакнути композитори.
Београдски сабор подарио је мноштво песама које су популарне и данас.
На фестивалу су наступала сва реномирана имена народне музике: Лепа Лукић, Предраг Живковић Тозовац, Нада Мамула, Недељко Билкић, Душица Билкић, Неџад Салковић, Вера Ивковић, Бора Спужић Квака, Силвана Арменулић, Беба Селимовић, Заим Имамовић, Василија Радојчић, Сафет Исовић, Анђелка Говедаревић, Тома Здравковић, Вида Павловић, Зоран Гајић, Хашим Кучук Хоки и многи други популарни извођачи народне музике. Највише победа на фестивалу, остварили су Лепа Лукић и Недељко Билкић.

## Најлепше песме Београдског сабора
- Лепа Лукић: Пољуби ме драги, Не питај ме, Ој месече, звездо сјајна, Сине, сине мој
- Предраг Живковић Тозовац: Ја сам лола, Ноћ је тиха
- Бора Спужић Квака: Свирајте ми ноћас опет, Дођи, дођи љубави, Тајна
- Василија Радојчић: Срце моје тише, тише, Мито бекријо
- Неџад Салковић: Ђурђија, Увела ружа', Иди, иди
- Нада Мамула: На теферич пошла нана
- Тома Здравковић: Слику твоју љубим, Последње писмо
- Мира Васиљевић: Зри, зри тамјаника, зри
- Недељко Билкић: Последња нада, Соко
- Душица Билкић: Иду двоје путем не говоре, Дођи мојим ружама, Све због љубави
- Предраг Гојковић Цуне: Голубице бела, Само једном срце луди
- Вера Ивковић: Само ти си у мом срцу
- Браћа Бајић: Колубарски вез, Зри, зри пшеница, Погледај де, мала моја
- Беба Селимовић: На земљи се једном дише
- Гвозден Радичевић: Последње писмо
- Александар Аца Трандафиловић: Заволех једно девојче младо, Једно другом руку дајмо
- Сафет Исовић: Кад сретнеш Ханку, Док је твога ђула
- Новица Неговановић: Не враћам се више
- Бора Дрљача: Све за љубав ја сам дао, Од синоћ те чекам
- Божидар Иванишевић: Дочекај ми мајко свате
- Вида Павловић: Љубав је дјевојачки сан
- Хашим Кучук Хоки: Сјећај се срце
- Мухарем Сербезовски: Хатиџе
- Мирослав Илић: Ој Мораво, зелена доламо
- Шабан Шаулић: Два ока њена
- Добривоје Топаловић: Косио сам ливаду крај пута

## Обнова фестивала: Сабор
Сабор народне музике Србије је такмичарски фестивал народне музике, покренут од стране Савеза естрадно-музичких уметника Србије (СЕМУС) по угледу на југословенски Београдски сабор, фестивал који је некада окупљао најпопуларније извођаче и највеће ауторе народне музике. Први Сабор одржан је новембра 2019. године у организацији Радио телевизије Србије и СЕМУС-а, а прилику да се такмиче имали су, како млади талентовани аутори, тако и проверени композитори народне музике